# NGC 1860
NGC 1860 ist ein offener Sternhaufen in der Großen Magellanschen Wolke im Sternbild Schwertfisch. Er wurde am 30. Dezember 1836 von John Herschel mit einem 18,7-Inch-Reflektor entdeckt.